# Сейлем (Західна Вірджинія)
Сейлем (англ. Salem) — місто (англ. city) в США, в окрузі Гаррісон штату Західна Вірджинія. Населення — 1529 осіб (2020).

## Географія
Сейлем розташований за координатами 39°17′6″ пн. ш. 80°33′52″ зх. д. / 39.28500° пн. ш. 80.56444° зх. д. (39.284940, -80.564480).  За даними Бюро перепису населення США в 2010 році місто мало площу 3,46 км², уся площа — суходіл.

## Демографія
Згідно з переписом 2010 року, у місті мешкало 1586 осіб у 662 домогосподарствах у складі 384 родин. Густота населення становила 458 осіб/км².  Було 834 помешкання (241/км²).
Расовий склад населення:
| - 93,5 % — білих - 4,1 % — чорних або афроамериканців - 0,2 % — корінних американців - 0,1 % — азіатів |

До двох чи більше рас належало 2,0 %. Частка іспаномовних становила 1,1 % від усіх жителів.
За віковим діапазоном населення розподілялося таким чином: 20,5 % — особи молодші 18 років, 65,1 % — особи у віці 18—64 років, 14,4 % — особи у віці 65 років та старші. Медіана віку мешканця становила 36,1 року. На 100 осіб жіночої статі у місті припадало 96,3 чоловіків;  на 100 жінок у віці від 18 років та старших — 92,5 чоловіків також старших 18 років.
Середній дохід на одне домашнє господарство  становив 38 349 доларів США (медіана — 35 438), а середній дохід на одну сім'ю — 44 296 доларів (медіана — 41 198). Медіана доходів становила 33 676 доларів для чоловіків та 30 833 долари для жінок. За межею бідності перебувало 21,6 % осіб, у тому числі 27,7 % дітей у віці до 18 років та 4,4 % осіб у віці 65 років та старших.
Цивільне працевлаштоване населення становило 634 особи. Основні галузі зайнятості: освіта, охорона здоров'я та соціальна допомога — 28,7 %, мистецтво, розваги та відпочинок — 14,0 %, роздрібна торгівля — 8,7 %, публічна адміністрація — 8,2 %.